# Beška (otok)
Beška (crnogorski: Бешка) je otočić u Skadarskom jezeru u crnogorskoj općini Bar. Nalazi se uz jugozapadnu obalu jezera, oko 260 metara od obale.

## Ime
Alternativni nazivi otoka uključuju Gorica, Beška Gorica, Beška Velja, Brezavica i Brezovica.

## Geografija
S izuzetkom samostana, otočić je nenaseljen. Koristili su ga mještani sela Donji Murići (alb. Muriq i poshtëm), pa se smatrao dijelom seoske mahale. U tom kontekstu javlja se uz naziv Murići u starim kartama.

## Samostan
Na otoku se nalaze dvije crkve u manastiru Beška. Starija crkva je crkva Svetog Đorđa, koju je krajem 14. vijeka sagradio Đurađ II. Balšić, gospodar Zete od 1385. do 1403. godine. Crkvu sv. Marije sagradila je 1438./1439. njegova supruga Jelena Balšić.